# Тејма (Ајова)
Тејма (енгл. Tama) град је у америчкој савезној држави Ајова. По попису становништва из 2010. у њему је живело 2.877 становника.

## Демографија
Према попису становништва из 2010. у граду је живело 2.877 становника, што је 146 (5,3%) становника више него 2000. године.
| Група             | 2000.         | 2010.         |
| Белци             | 2.294 (84,0%) | 1.970 (68,5%) |
| Афроамериканци    | 11 (0,4%)     | 15 (0,5%)     |
| Азијати           | 11 (0,4%)     | 9 (0,3%)      |
| Хиспаноамериканци | 263 (9,6%)    | 678 (23,6%)   |
| Укупно            | 2.731         | 2.877         |